# Formel Nippon 2008
Formel Nippon 2008 vanns av dominanten Tsugio Matsuda, som försvarade sin titel.

## Delsegrare
| Datum        | Bana   | Vinnare                |
| ------------ | ------ | ---------------------- |
| 6 april      | Fuji   | Tsugio Matsuda         |
| 11 maj       | Suzuka | Tsugio Matsuda         |
| 25 maj       | Motegi | Tsugio Matsuda         |
| 13 juli      | Suzuka | Loïc Duval             |
| 13 juli      | Suzuka | Tsugio Matsuda         |
| 10 augusti   | Motegi | Loïc Duval             |
| 10 augusti   | Motegi | Seiji Ara              |
| 31 augusti   | Fuji   | João Paulo de Oliveira |
| 31 augusti   | Fuji   | Kosuke Matsuura        |
| 21 september | Sugo   | Tsugio Matsuda         |

## Slutställning
| Plats | Förare                 | Poäng |
| ----- | ---------------------- | ----- |
| 1     | Tsugio Matsuda         | 93.5  |
| 2     | Loïc Duval             | 62    |
| 3     | André Lotterer         | 49    |
| 4     | Kohei Hirate           | 42    |
| 5     | Takashi Kogure         | 41    |
| 6     | João Paulo de Oliveira | 33    |
| 7     | Yuji Tachikawa         | 31    |
| 8     | Benoît Tréluyer        | 27    |
| 9     | Ronnie Quintarelli     | 21,5  |
| 10    | Takuya Izawa           | 19    |